# Eopsyche
Eopsyche é um gênero de mariposa pertencente à família Acrolophidae.